# Шервуд, Томас Килгор
То́мас Ки́лгор Ше́рвуд (англ. Thomas Kilgore Sherwood; 25 июля 1903, Коламбус (Огайо) — 14 января 1976) — американский инженер-химик и член-учредитель Национальной академии инженерии.
Является одним из выдающихся исследователей-инженеров. Работал над проблемами процессов тепло- и массопереноса в молекулярных и турбулентных потоках. Добился значительных результатов в изучении межфазных процессов абсорбции и экстракции, сублимационной сушки частиц, опреснения солёной воды.
Автор многих учебных книг по абсорбции и экстракции. Член нескольких крупнейших американских обществ. Член Национальной академии наук США (1962—1965).

## Биография
Томас Килгор Шервуд родился 25 июля 1903 года в городе Коламбус штата Огайо в семье Милтона Уортингтона Шервуда и Сади Такаберри Шервуд. Большую часть детства Томас провёл в Монреале. Он получил степень бакалавра в университете МакГилла и в 1923 году переехал в город Кембридж для защиты магистерской работы по инженерной химии в Массачусетском технологическом институте. Во время магистратуры Томас работал ассистентом у Уильяма Генри МакАдамса, изучая процессы дистилляции и теплопереноса. Через год Томас приступил к исследованиям в рамках докторской диссертации под руководством Уильяма К. Льюиса, результаты которой имели большое значение в последующей научной карьере.
Сушка твердых частиц касается многих явлений, относящихся к реакциям химического транспорта в паре и жидкостях внутри фаз и между ними. Для Шервуда это стало первым шагом в изучении явлений массопереноса, которые он будет исследовать на протяжении всей жизни. Следующие два года Томас работал в Ворчестерском политехническом институте на должности ассистента профессора, затем, в течение года, — в Массачусетском Технологическом Институте, где и защитил докторскую диссертацию в 1931 году. В 1941 году он стал профессором, а в 1966 году стал первым профессором кафедры химической инженерии им. Ламмота ДюПонта. Когда наступило его время уходить на пенсию, он покинул Массачусетский технологический институт и с 1970 года был утверждён на должность приглашённого профессора инженерной химии в Калифорнийском университете в Беркли.
После смерти жены, Бетти, стал увлекаться альпинизмом, особенно знаменитыми канадскими Скалистыми горами. Об этом свидетельствуют многочисленные воспоминания его друзей.

## Исследования в области химической технологии в довоенное время
Несмотря на то, что ранние работы Шервуда показали его склонность смещаться от непосредственных исследований к промышленной технологической практике (к примеру, работы по теплопереносу, вулканизации каучука, методу гидрометрии «влажного термометра», оптимизации холодильных установок на аммиаке, колоночной дистилляции), его основными направлениями исследований вплоть до Второй Мировой войны были массоперенос, процессы высушивания твердых частиц, абсорбция, экстракция, дистилляция при помощи колпачковой и насадочной колонок. Но наибольшим вкладом Томаса в химическую технологию стали две его книги, оказавшие многолетнее влияние на химическую технологию в целом. Первая «Абсорбция и экстракция» (1937) — наиболее значимая из них. Вторая, «Прикладная математика в химической технологии» (1939), была написана в соавторстве с С. И. Ридом. Шервуд сам никогда не претендовал на то, чтобы называться математиком, но любые математические огрехи в книге полностью компенсируются большим количеством примеров практического использования явлений. Эта книга была включена во многие учебные программы по химической технологии по всему миру. Дополненное и исправленное издание (под редакцией Г. С. Микли) вышло в 1957 году.

## Время Второй Мировой войны. Оборонные исследования
К 1940 году стало очевидным, что Соединённые Штаты могут быть вовлечены в войну. По инициативе Вэнивара Буша был учреждён Национальный Комитет Оборонных Исследований. Шервуд был утверждён техническим помощником. Его работа заключалась в подготовке химических технологов, кто был пригоден для военных исследований, в случае наступления войны. Позднее он стал начальником отдела химических проблем в Комитете и консультантом в Комитете Баруха, который занимался изучением совершенствованием искусственного каучука. Под его руководством были решены такие проблемы, как разработка новых гидравлических флюидов для использования при очень высоких и очень низких температурах, незагрязняющего покрытия для днищ судов, создание инертной атмосферы в полостях авиационных топливных резервуаров, развитие генераторов дымовых замес большого размера и производства перекиси водорода.
В 1944 году Шервуд стал членом одного из двух успешных комитетов для оценки статуса реактивного движения в Соединённых Штатах, так называемом Комитете Уитмана. Той же осенью, будучи экспертом-консультантом Военного Департамента, он собрал небольшую группу учёных, работавших в Европе в тылу, для того, чтобы разведывать немецкие технические разработки, особенно в ядерной и ракетной сферах.

## Послевоенное время. Административная деятельность и наука
Когда Вторая Мировая война закончилась, Шервуд вернулся в МТИ для преподавания и исследовательской деятельности. В следующем году он был назначен деканом химической технологии. В этом статусе у Томаса была сложная задача руководства институтом в период послевоенного урегулирования. Тем не менее, он не прекратил своих исследований, направленных особенно пристально в сферу массо-тепло-моментопереноса в турбулентных потоковых системах. Им было показано, что данная проблема все больше выходит из области его специальности. На тот момент наибольшее время у Томаса отнимали чтение лекций, разработка учебных программ, образовательных исследований.

Его предпочтением по-прежнему оставалась научная работа в химической технологии, именно поэтому после шести лет в статусе декана, он вернулся к исследовательской и технологической деятельности. Это подчеркивает цитата, опубликованная годами позже в материалах симпозиума по массопереносу и диффузии: 
«У нас есть некоторая озабоченность, касающаяся сложных физических явлений, и мы ещё не пришли к тому моменту, когда можно все поручить выполнять компьютеру. В некотором смысле, я надеюсь, этого никогда и не случится, потому что для химической инженерии гораздо интереснее, когда многое остается неизвестным».
Несмотря на соавторство в книге по математике, он по-прежнему имел большую тягу к работе над физическими и химическими явлениями, нежели над теорией. Изучение межфазных явлений в экстракции в системе «жидкость-жидкость» привело к удивительным результатам. К примеру, степенью водной экстракции уксусной кислоты из её раствора можно управлять добавлением основания к водной фазе. Существовавшие тогда теории предсказывали максимум двукратное увеличение степени экстракции. Вместо этого степень увеличилась в десять раз с увеличением концентрации основания и проявилась сильная межфазная турбулентность, которая даже формировала под границей между фаз капли. Завершение изучения этого явления, важного для определения размера оборудования, используемого в промышленной экстракции, было оставлено для других. Шервуд же продвигался дальше, продолжая смешивать научные исследования с такими практическими задачами, как башенный охладитель (градирня), вакуумная дегидратация с использованием жидких абсорбентов, разделение углеводородов с взвесью абсорбента, а также опреснением жидкостей заморозкой или с помощью обратного осмоса.
На основе этого вышли две книги Томаса. В 1952 году появилось второе издание «Абсорбции и экстракции» (под редакцией Р. Л. Пигфорда), затем «Свойства газов и жидкостей», в соавторстве с Р. С. Ридом; «Направленное проектное проектирование», «Роль диффузии в катализе», в соавторстве с Н. Сэттерфилдом, а также значительно расширенное и полное издание его первой книги «Массоперенос», в соавторстве с Р. Л. Пигфордом и К. Р. Уилком. Талант Шервуда в организации, в идентификации наиболее значимых неточностях в технологических схемах, процессах или проектировании и при выполнении эксперимента, важного для получения необходимых знаний о явлении, был задействован во многих организационных сферах. Он был техническим советником в Управлении морской воды Департамента внутренних дел США в период с 1952 по 1961 годы. В 1960 году он возглавил исследовательский комитет в Вудс-Холе по изучению конверсии солёной воды. Томас был членом отделения инженерии промышленных исследований Национального Центра Исследований (1962—1965). Он был одним из основателей Национальной Инженерной Академии (1964). В МТИ он возглавил Комитет управления персоналом (1964). В 1967 году, когда Национальный Центр Исследований вновь стал работать по проблеме опреснения, он возглавил оргкомитет исследовательской конференции по опреснению. В тот же год он был выбран председателем комитета долгосрочного планирования библиотеки МТИ, а также попечителем Пенсионной администрации МТИ. В период с 1967 по 1969 годы он был председателем и затем, на протяжении двух лет, членом Комитета по контролю качества воздуха НИА. После этого Томас в 1974 году он был членом целевой группы по энергетике в НИА.

## Почести и награды
- 1941 Премия Уильяма Уокера, A.I.Ch.E.
- 1948 Медаль за заслуги США
- 1949 Доктор инженерии, Северо-Восточный университет
- 1951 Доктор наук, Университет МакГилла
- 1963 Учредительская премия, American Institute of Chemical Engineers
- 1972 Премия Уоррена К. Льюиса, A.I.Ch.E
- 1972 Премия Мёрфри, Industrial and Engineering Chemistry
- 1974 Доктор наук, Датский технический университет

В честь Шервуда было названо число (SH)- критерий подобия для массообмена Число Шервуда, равный отношению конвективного переноса к диффузии. Оно выражается следующим образом:
{\displaystyle SH=K*L/D} ,
где:
D— коэффициент диффузии,
K— коэффициент массообмена,
L— характеристическая длина.

## Членство
- Национальная Академия Наук (Председатель, Инженерное отделение, 1962—1965)
- Национальная Академия Инженерии (Основатель)
- Американская академия искусств и наук
- Американское Общество Инженерного Образования
- Американское химическое общество
- Американский Институт Химической Инженерии (член совета,1947-1949)
- Американское общество инженеров-механиков
- Химический Институт Канады (Почётный пожизненный член)

## Избранная библиография
- Th.K.Sherwood, «Mass Transfer», coauthored with R. L. Pigford and C. R.Wilke, 1952;
- Th.K.Sherwood, «Absorption and Extraction», coauthored with R. L. Pigford, 1952;
- Th.K.Sherwood, «The Role of Diffusion in Catalysis», coauthored with C.N. Satterfield, 1963;
- Th.K.Sherwood, «Properties of Gases and Liquids», coauthored with R. C. Reid, 1977;